# Balaenidae
I balenidi (Balaenidae Gray, 1821), sono una famiglia di Cetacei composta da due generi con quattro specie. Essi sono detti comunemente anche "balene franche" o "balene vere". Il primo nome deriva dal fatto che i balenieri le consideravano la preda "giusta" da cacciare, per la grande quantità di grasso che se ne ricavava e per la facilità con la quale questi cetacei si lasciavano catturare.
La lunghezza può giungere a 18 metri e il peso a 100 tonnellate.
I balenidi si distinguono dalle altre famiglie del sottordine dei Misticeti per la maggiore lunghezza dei fanoni, la forma arcuata dei mascellari (che ha valso loro il nome inglese di bowhead whales, cioè balene dalla testa ad arco), l'esofago molto sottile e non dilatabile e, soprattutto, la fusione completa delle 7 vertebre cervicali in un unico elemento osseo rigido.
I balenidi si cibano essenzialmente di krill e possono consumarne 2 o 3 tonnellate al giorno. Diffusi negli oceani Pacifico, Atlantico e Artico, non sono presenti nel Mediterraneo se non eccezionalmente.
Gli antichi balenieri battezzarono gli esponenti di questa famiglia "Right Whales" (balene "giuste") perché dopo la morte galleggiavano rendendo facili le operazioni di recupero e di traghettamento della carcassa, a differenza delle balenottere o "balene false" che, dato l'enorme volume della bocca che dopo la morte si apriva, colavano a picco, appesantite dalla massa d'acqua che penetrava nelle fauci.

## Tassonomia

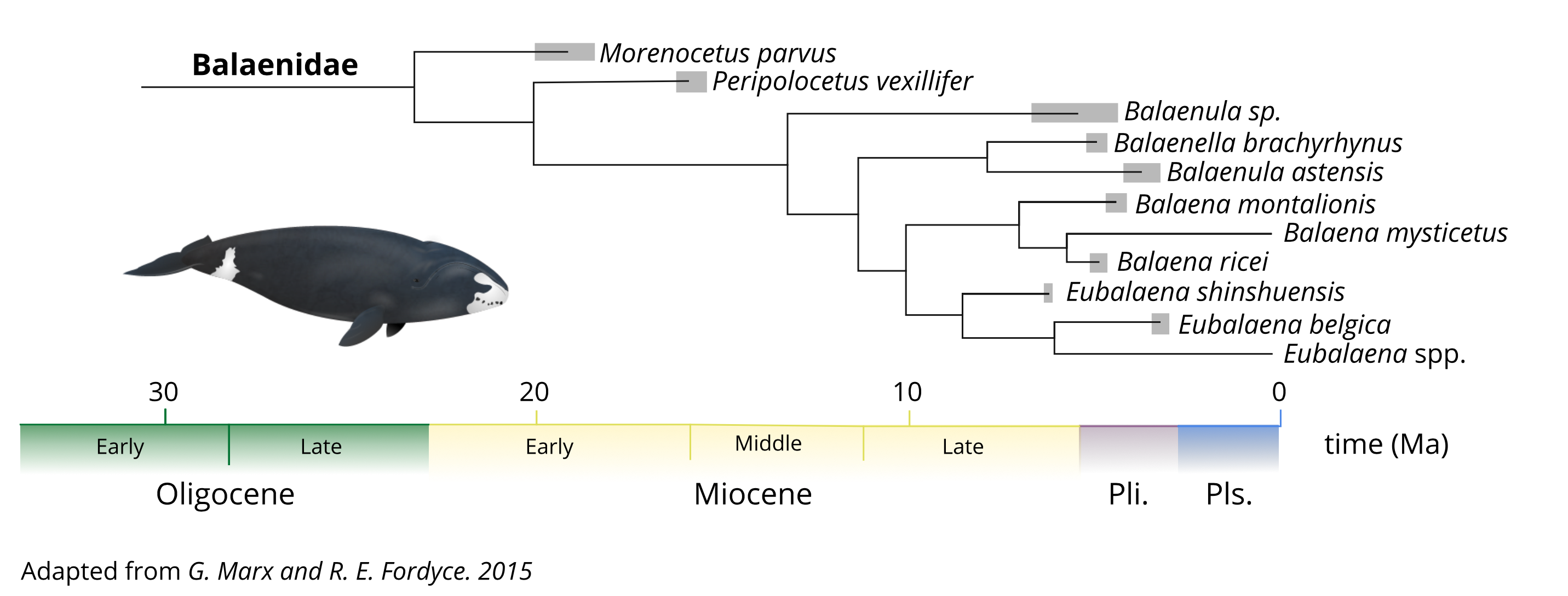
Albero delle relazioni filogenetiche dei Balaenidae comprensivo di specie fossili risultante dall'analisi combinata di caratteri morfologici e molecolari. Le barre grigie più spesse rappresentano gli intervalli stratigrafici reali.

Dopo molti anni di ipotesi discordanti sul numero delle specie di Balenidi, recenti prove genetiche indicano che ne esistono quattro specie distinte. Queste specie sono state tradizionalmente suddivise in due generi.
La balena della Groenlandia viene attualmente considerata una specie individuale ed è stata classificata in un genere monotipico fin dagli studi di Gray nel 1821. Le tre specie rimanenti vengono classificate insieme in un genere separato. A supporto di questa suddivisione in due generi vi sono, però, poche differenze genetiche. Infatti, gli scienziati individuano maggiori differenze tra le specie di Balaenoptera che tra la balena della Groenlandia e le balene franche. Tuttavia sembra probabile che tra pochi anni, dopo ulteriori ricerche, tutte e quattro le specie verranno classificate in un solo genere. 

### Specie
- Genere Balaena
  - Specie Balaena mysticetus (balena della Groenlandia)
- Genere Eubalaena (balena nera) 
  - Specie Eubalaena australis (balena franca australe)
  - Specie Eubalaena glacialis (balena franca nordatlantica)
  - Specie Eubalaena japonica (balena franca nordpacifica)
- Genere † Balaenella
- Genere † Balaenotus
- Genere † Balaenula
- Genere † Eucetites
- Genere † Morenocetus